# Ducat de Solferino
El ducat de Solferino és un títol nobiliari espanyol, creat el 21 de desembre de 1717 pel rei Felip V, com a Gran d'Espanya a Francisco Gonzaga y Pico de la Mirandola, fill de Francesco Gonzaga (1648-1725), III príncep di Castiglione i de Laura Pico de la Mirandola (1660-1720). Per dret passà a la seva filla Maria Lluïsa Gonzaga, que s'uní amb matrimoni amb Joaquín Anastasio Pigantelli d'Aragó i de Moncayo-Fernández de Heredia i, posteriorment, als seus descendents els Llanzà.
Lluís Gonzaga de Llanzà i Bobadilla accedí al títol de duc de Solferino el 1928 com a fill de Manuel de Llanzà i Pigantelli d'Aragó
(1857-1927) i Maria Asunción Bobadilla i Martínez de Arizabal. Lluís Gonzaga de Llanzà i Bobadilla, XI duc de Solferino, lliurà a l'Arxiu Històric de la Ciutat de Barcelona l'arxiu patrimonial de la família. Entre aquesta documentació destaca la correspondència del seu avi Benet de Llança i d'Esquivel (1822-1863).

## Ducs de Solferino
|                     | Titular                                                | Període             |
| Creació per Felip V | Creació per Felip V                                    | Creació per Felip V |
| ------------------- | ------------------------------------------------------ | ------------------- |
| I                   | Francisco Gonzaga y Pico de la Mirandola               | 1717-1758           |
| II                  | María Luisa Gonzaga y Caraciolo                        | 1758-1773           |
| III                 | José María Pignatelli de Argón y Gonzaga               | 1773-1774           |
| IV                  | Luis Antonio Pignatelli de Aragón y Gonzaga            | 1774-1801           |
| V                   | Armando Luis Pignatelli de Aragón y Pignatelli         | 1802-1809           |
| VI                  | Juan Domingo Pignatelli de Aragón y Gonzaga            | 1816-1819           |
| VII                 | Juan María Pignatelli de Aragón y Wall                 | 1819-1823           |
| VIII                | Juan Bautista Pignatelli de Aragón y Bellonio          | 1823-1824           |
| IX                  | María de la Concepción Pignatelli de Aragón y Bellonio | 1847-1858           |
| X                   | Manuel Maria de Llança i Pignatelli d'Aragona          | 1868-1927           |
| XI                  | Lluís Gonzaga de Llança i Bobadilla                    | 1928-1971           |
| XII                 | Carles de Llança i Albert                              | 1972-1980           |
| XIII                | Carlos Luis de Llanza y Domecq                         | 1980-actual titular |